# 袁最
袁最（461年—478年1月12日），字文高，陈郡阳夏（今河南省太康县）人，南北朝刘宋中书监袁粲的儿子。
昇明元年（477年）袁粲起兵反对把持朝政的萧道成失败，排列烛火照亮自己，对袁最说：“本知一木不能止大厦之崩，但以名义至此耳。”（我本就知道一根木头无法阻止大厦崩塌，只是为了名节道义才做到这一步啊。）萧道成部将戴僧静挺身暗中上前，举刀直冲向袁粲想要斩杀他。袁最察觉异常，大喊着抱住父亲，请求先死。士兵们见此情景，没有不落泪的。戴僧静于是将父子二人一同斩杀。袁最当时十七岁。父子二人殒命后，身边的人四散而去。